# Alien Sex Fiend
Alien Sex Fiend is een Batcave-band uit het Verenigd Koninkrijk. Hun carrière is begonnen in The Batcave, een nachtclub in Londen in 1982. Ze raakten snel bekend in de gothicscene door hun psychobilly, duister-elektronische industrialgeluid, hun zware samples, loops en sterk vervormde vocals.
De muziekstijl van Alien Sex Fiend wisselt van zware industrial tot experimentele ambient-stijlen. De video voor "Zombified" werd gebruikt voor een aflevering van de animatieserie Beavis and Butt-head.